# Georges Révoil

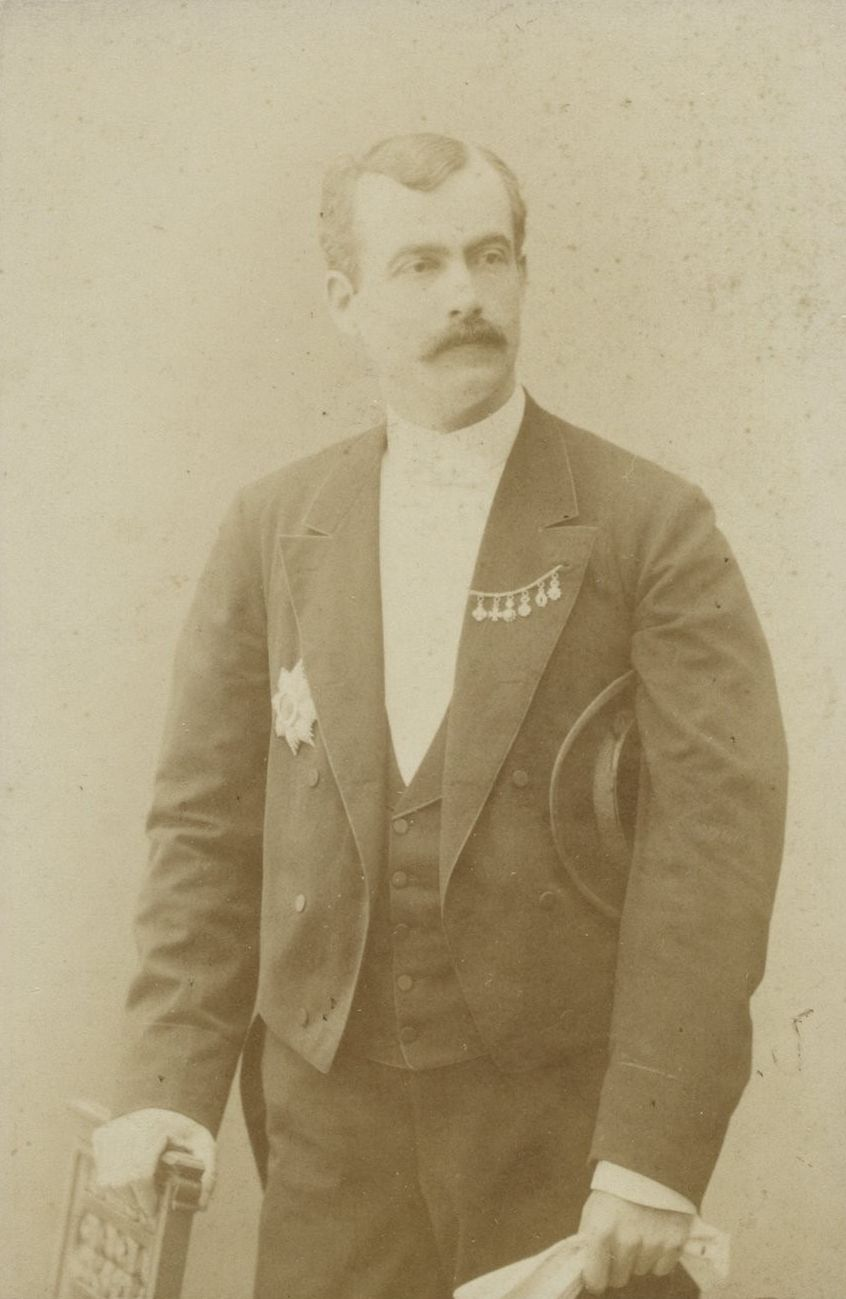
Georges Révoil

Georges Révoil (* 1852 in Nîmes; † 1894) war ein französischer Afrikaforscher und Diplomat (Consul honoraire) des 19. Jahrhunderts.
Zwischen 1877 und 1883 bereiste er wiederholt Somalia. Sein Werk Voyages au Cap des Aromates (1880) schildert die Expedition der „Adonis“ an die Küsten Ostafrikas sowie seine zweite Reise nach Britisch-Somali-Land (Medjourtine). Révoil war ein begeisterter Fotograf. So brachte er aus dem heutigen Somalia und der Gegend um Mogadischu Fotos und Diapositive mit. Letztere wurden bei einem Vortrag in der Société de Géographie in Paris am 18. Dezember 1884 gezeigt und befinden sich heute im Bestand der Bibliothèque nationale de France.
Einen Teil seines Werkes gab Lucien Heudebert aus dem Nachlass heraus.
Das Artepitheton des Somalispints (Merops revoilii) bezieht sich auf ihn.

## Werke
- Voyages au cap des Aromates (Afrique orientale) 1877–1878. Illustrations de Ferdinandus et G. Bellenger; cartes gravées par Erhard d'après les croquis et documents de l'auteur. Paris, E. Dentu, 1880. (rééd. Victor Attinger, Paris, 1932)
- La Vallée du Darror; voyage aux pays Çomalis (Afrique orientale) types, scènes, paysages, panoramas hors texte, d'après les photographies et les croquis de l'auteur; publiée par la Société de Géographie de Paris. Paris, Challamel aîné, 1882.
- Faune et flore des pays Çomalis (Afrique orientale). Paris: Challamel Ainé, Éditeur, 1882.
- Notes d'archéologie et d'ethnographie dans le Somal (1884).
- Dix mois à la côte orientale d'Afrique: la Vallée du Darror et le Cap Guardafui. Paris: Challamel et Cie., 1889.
- Vers les grands lacs de l'Afrique Orientale, par Lucien Heudebert d'après les notes de Georges Revoil, Paris, Librairie d'édition nationale, 1909.